# Bhaktapur (stad)
Bhaktapur, ook Bhadgaon of Khwopa genoemd, (Sanskriet: भक्तपुर जिल्ला) is een grote stad (Engels: municipality; Nepalees: nagarpalika) in het centrum van Nepal, en tevens de hoofdstad van het gelijknamige district. De stad telde bij de volkstelling in 2001 72.543 inwoners, in 2011 81.748 inwoners.
Bhaktapur ligt enkele kilometers ten zuidoosten van de hoofdstad Kathmandu en is een populaire dagtrip voor toeristen, met als grootste trekpleister het Durbar-plein van Bhaktapur.

Bhaktapur
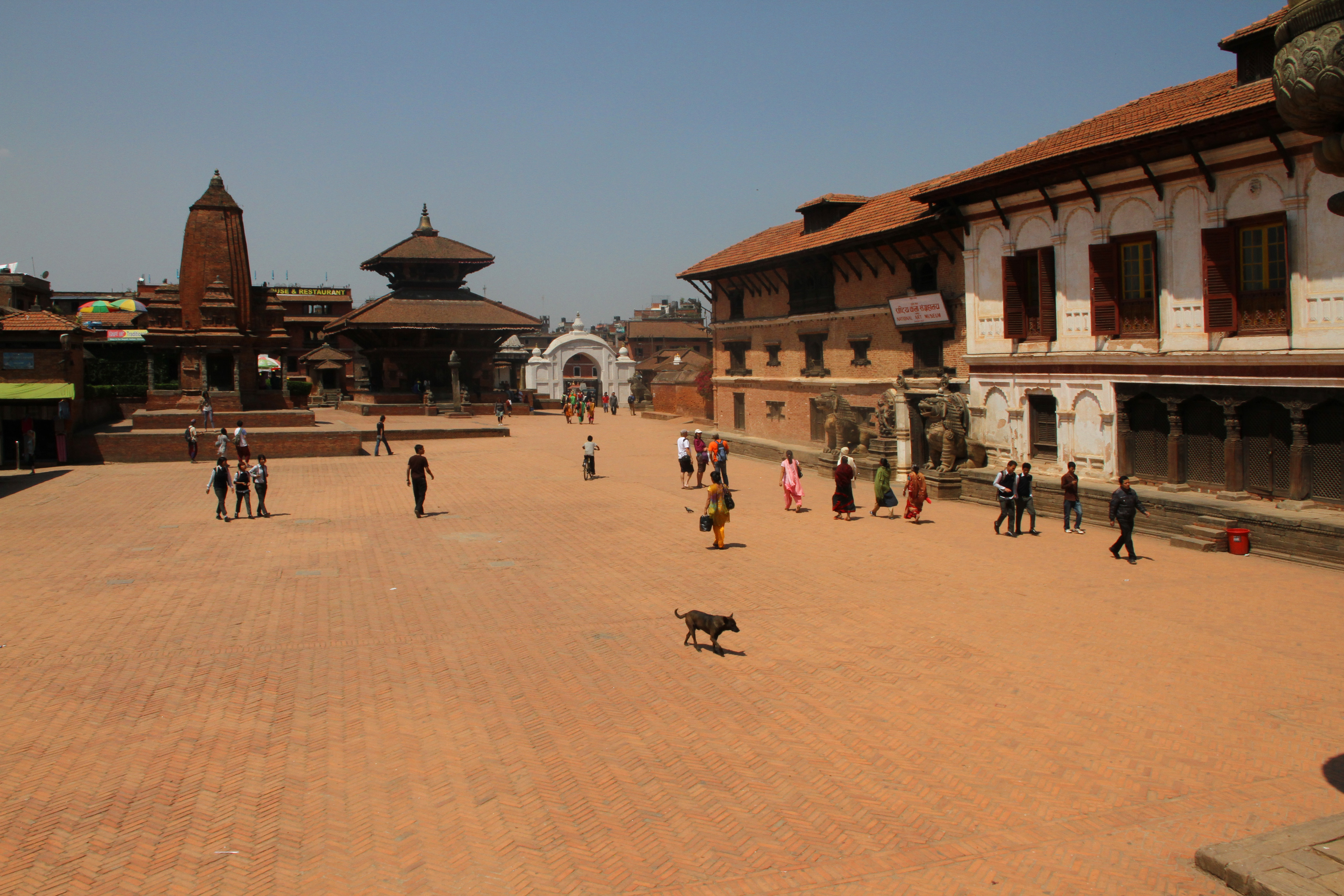
Paleisplein
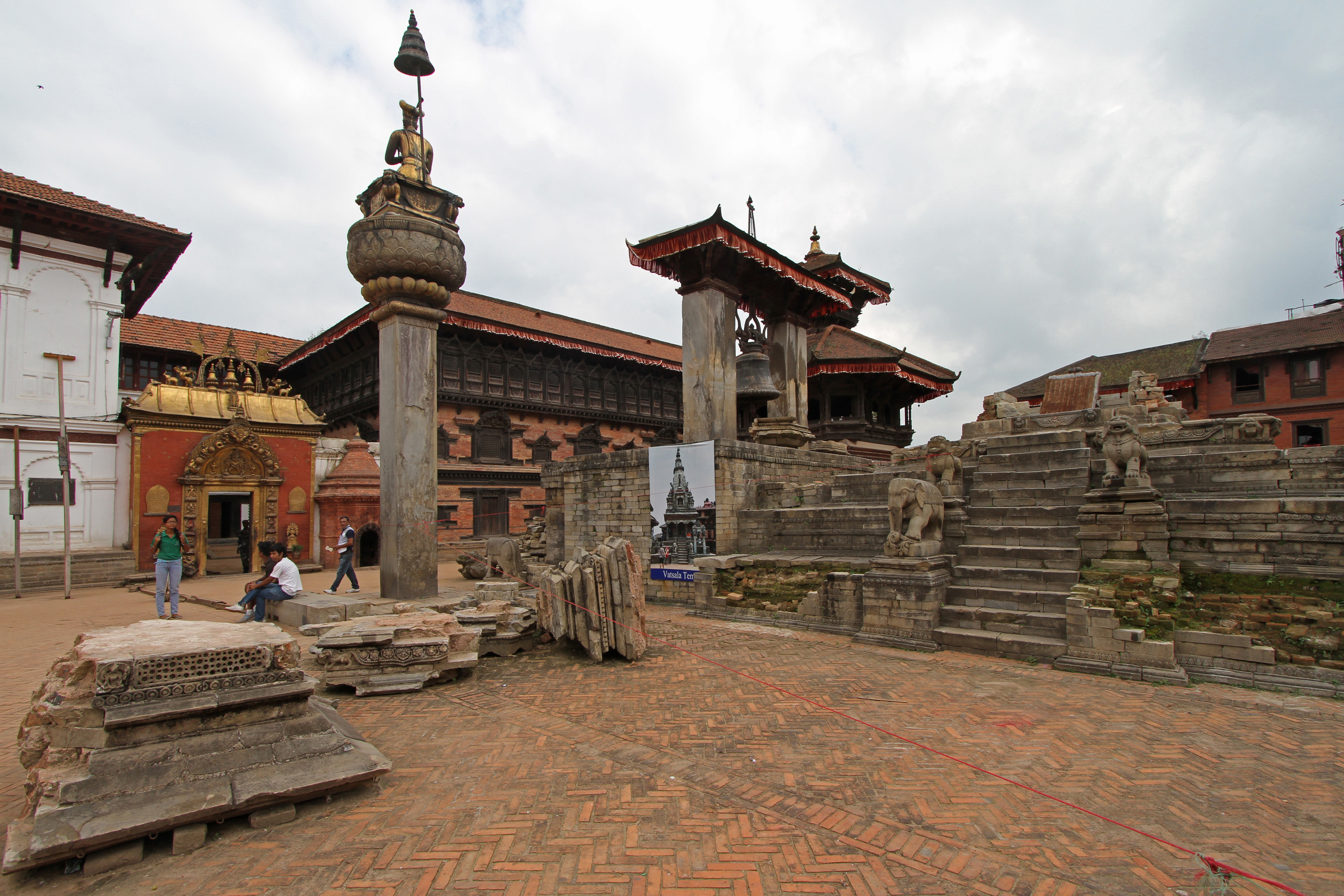
Paleisplein na de aardbeving van 2015
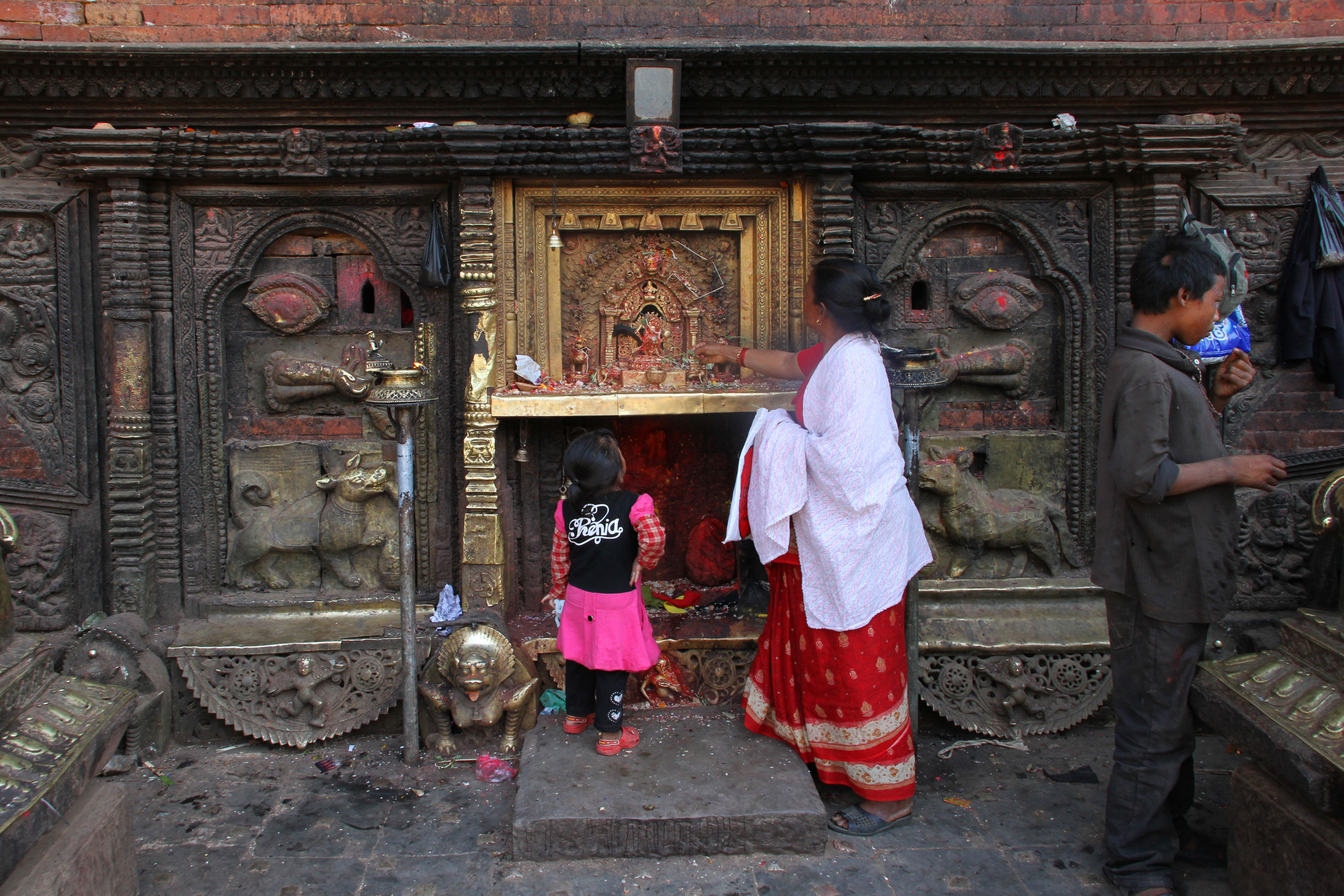
Bhairava Mandir, Taumadhiplein
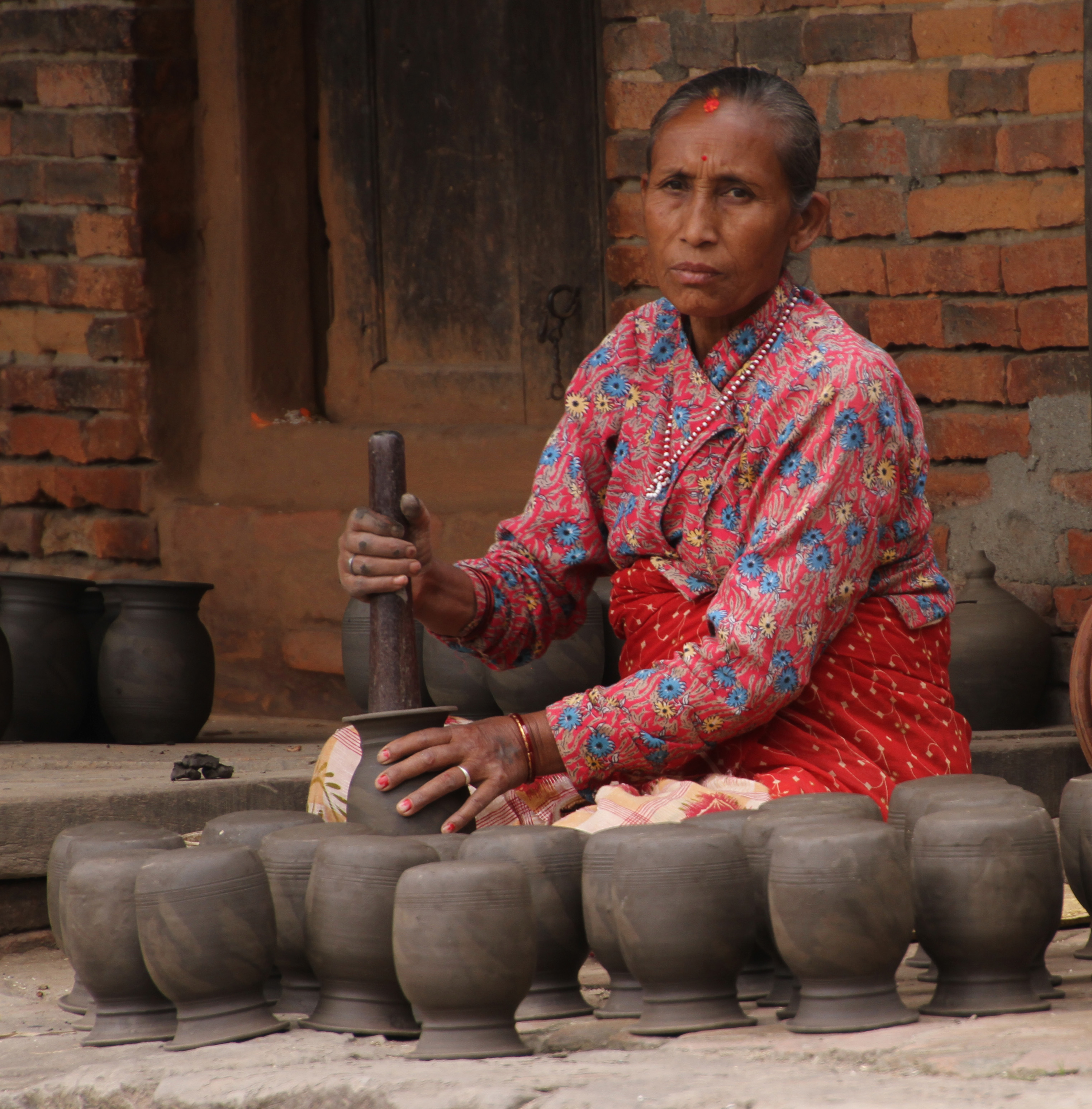
Pottenbakkersplein
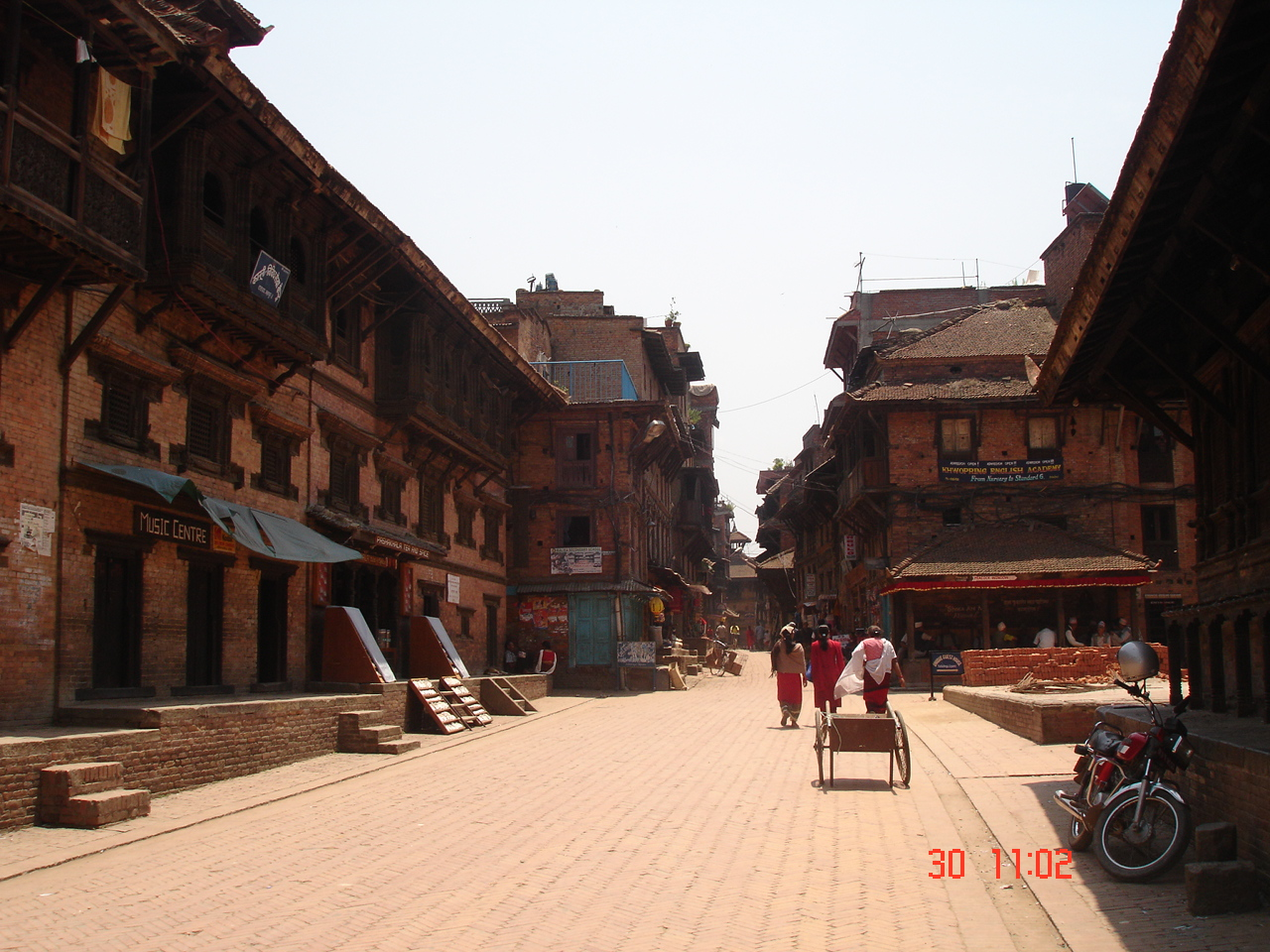
Een straat in Bhaktapur
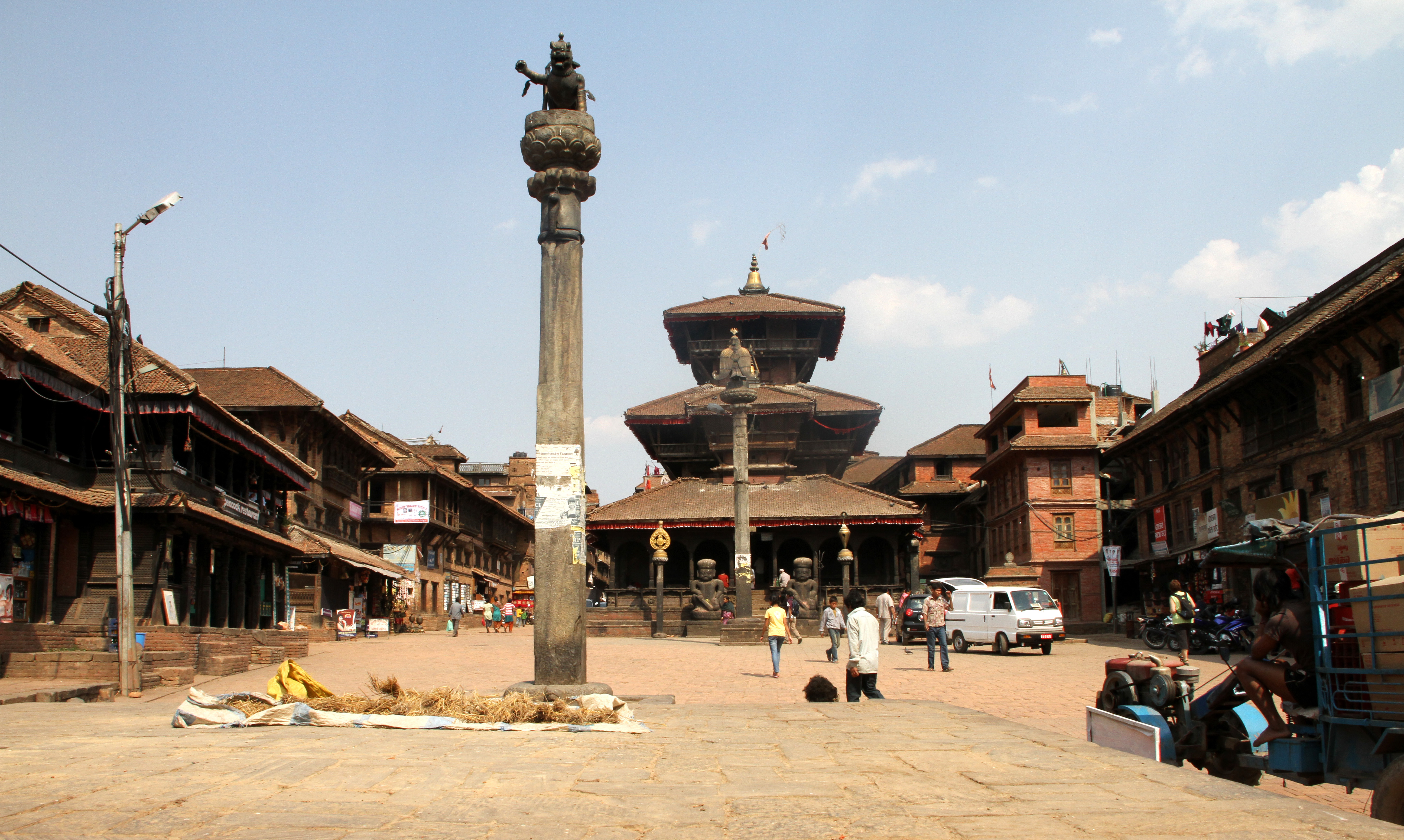
Tacapalaplein
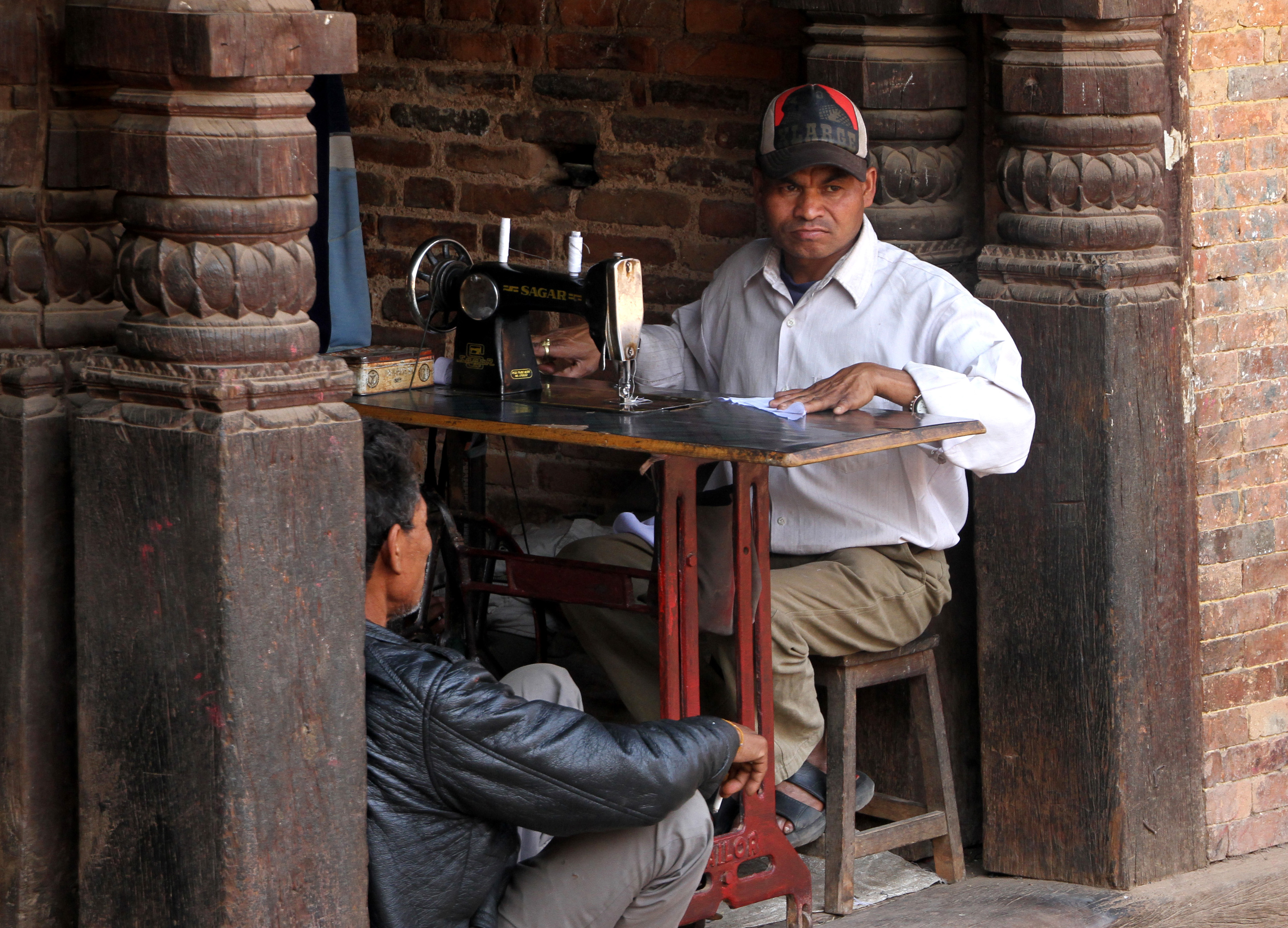
Snijder, Tacapalaplein
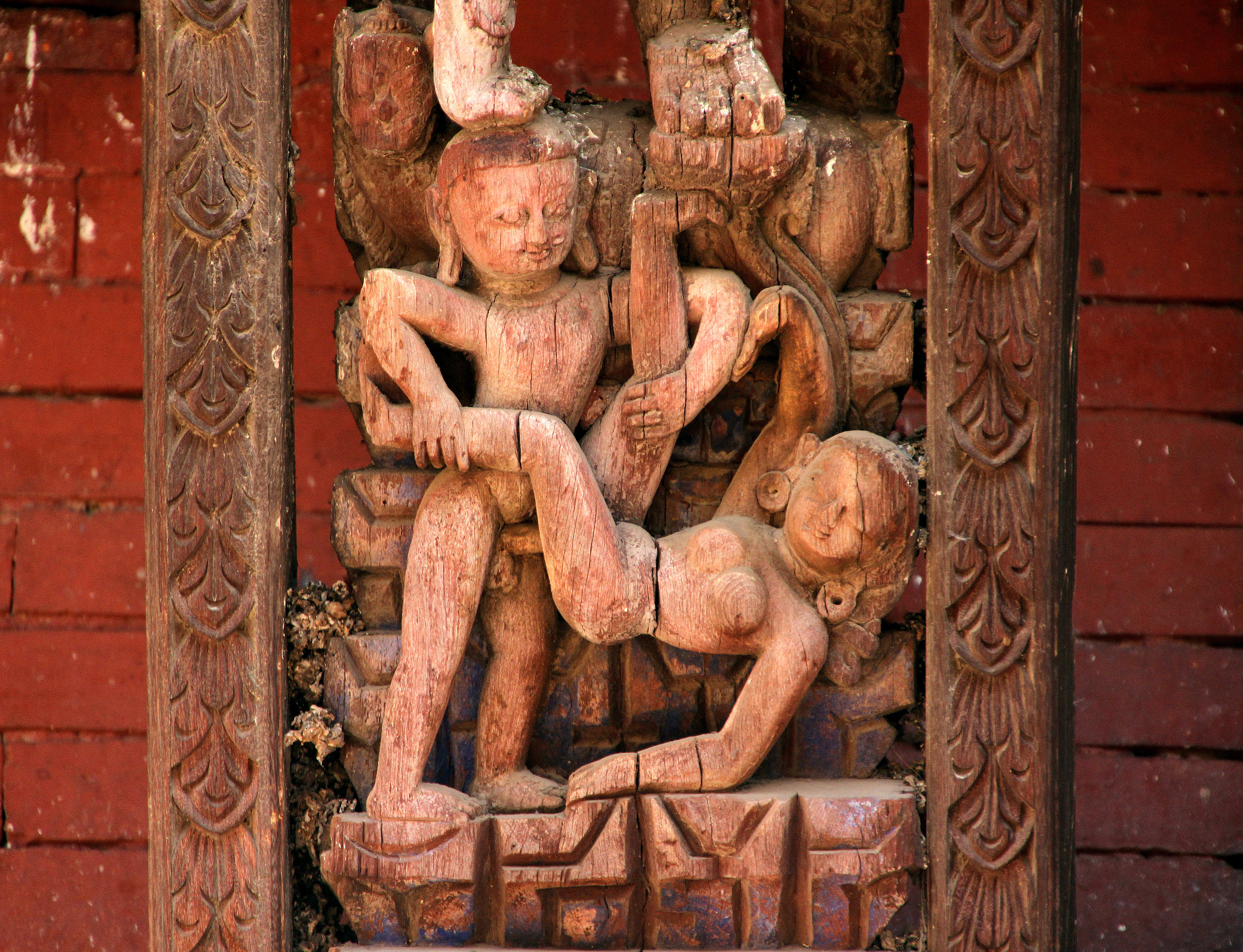
Yaksheshvara, erotisch snijwerk